# Кельвядні
Кельвя́дні (рос. Кельвядни, ерз. Кельвядне) — село у складі Ардатовського району Мордовії, Росія. Входить до складу Кученяєвського сільського поселення.

## Населення
Населення — 352 особи (2010; 405 у 2002).
Національний склад (станом на 2002 рік):
- ерзяни — 96 %